# Tu Fawning
Tu Fawning ist eine Band aus Portland, Oregon. Der Name Tu Fawning entstand aus einer Wort-Collage beim Lesen des National Geographic Magazine und hat keine tiefere Bedeutung.

## Geschichte
Gegründet wurde die Band 2007 von Corrina Repp, die vorher bereits mehrere Alben als Folk-Songwriterin veröffentlicht hatte, und Joe Haege von der Math-Rock-Band 31 Knots. Nach einem Jahr des Experimentierens ergänzten die beiden Multiinstrumentalisten Toussaint Perrault und Liza Rietz das Projekt der beiden Komponisten zum Quartett. Toussaint spielte zuvor Reggae bei den Baby Dollars, während Rietz Geigerin bei The Swords Project war, das mit Weltmusik und Big-Band-Jazz experimentierte. 2008 erschien als erste Veröffentlichung von Tu Fawning die EP Secession auf dem Label Polyvinyl Record. Seit der zweiten Veröffentlichung Hearts On Hold sind Tu Fawning beim Berliner Independent-Label City Slang unter Vertrag.

## Stil
Stilistisch von Anfang an schwer einzuordnen, bezeichnen Corrina Repp und Joe Haege ihre Musik selbstironisch als „Antique-Dance-Tribal-Gospel“. Sie sagen über sich: „Wir hatten beide das Gefühl, kreativ an einem Endpunkt angekommen zu sein. Wir haben so viele gemeinsame Einflüsse, die wir in unseren damaligen Projekten einfach nicht verarbeiten konnten.“ Das Onlinemagazin laut.de hört Gamelanmusik, afrikanische Stammesmusik und Progressive Rock heraus. Tom Waits, Tortoise und Liars stünden Pate für den Sound von Tu Fawning. Ebenso werden Bezüge zu Portishead und The Velvet Underground gesehen. Thomas Winkler schreibt unter der Überschrift „Was sich die Anderen nicht trauen“: „Der demonstrative  Dilettantismus entsteht dadurch, dass die vier Bandmitglieder fröhlich zwischen den Instrumenten hin und her wechseln.“

## Diskografie
- 2008: Secession (Polyvinyl Record, EP, limitiert auf 1000 Exemplare)
- 2011: Hearts on Hold (City Slang)
- 2012: A Monument (City Slang)